# Grundschule Stadtfeld

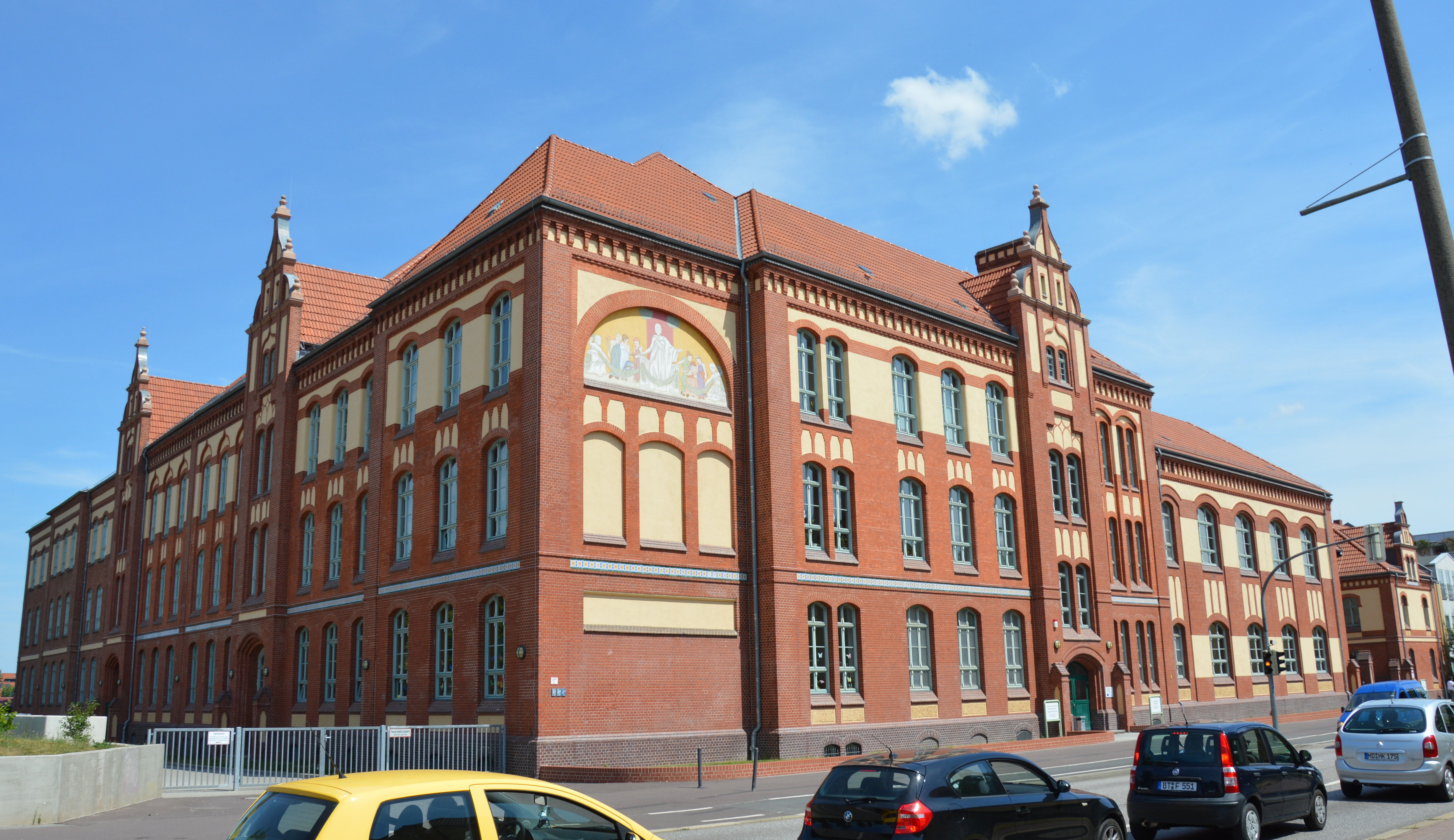
Grundschule Stadtfeld, Blick von Südwesten, 2018

Die Grundschule Stadtfeld ist eine Grundschule in Magdeburg in Sachsen-Anhalt. Der Schulkomplex steht unter Denkmalschutz. Im Komplex befindet sich auch die Sprachheilschule Anne Frank.

## Lage
Die Schule befindet sich an der Adresse Albert-Vater-Straße 72 im Magdeburger Stadtteil Stadtfeld Ost.

## Architektur und Geschichte
Der Bau der Schule wurde im Jahr 1903 beschlossen und 1906 als 2.  Wilhelmstädter Bürgerknabenschule und somit als Schule des mittleren Bildungsweges, in der Steinkuhlenstraße, der heutigen Albert-Vater-Straße, fertiggestellt. In den Jahren 1907/1908 erfolgte Erweiterungsbauten. Am 7. Januar 1908 wurde auch in der neu errichteten nördlichen Schulhälfte der Schulbetrieb aufgenommen. Dort lernten die Mädchen. Als Architekten waren Stadtbaurat Otto Peters und Stadtbauinspektor Wilhelm Berner tätig. Der Neubau war im Zuge der starken Bevölkerungszunahme im südlich gelegenen Stadtteil Wilhelmstadt, dem heutigen Stadtfeld Ost, erforderlich geworden.
Es entstand ein dreigeschossiger roter Backsteinbau im Stil des Historismus. Es finden sich Elemente der Neorenaissance und des Jugendstils Der Grundriss präsentiert sich in Form eines Ls, wobei die Klassenräume in Nord-Süd-Richtung aneinander gereiht sind und mittig durch einen langen Flur erschlossen werden. Die Westfassade dieses Flügels ist 23- bzw. 25-achsig ausgeführt. Sie wird symmetrisch durch zwei schmale ein- bzw. zweiachsige Risalite gegliedert. Die Risalite werden von Giebeln bekrönt, die an die Gestaltung von Schlössern erinnert. Ein gleich gestalteter Risalit besteht auch zur Straße hin an der Südfassade des Kopfbaus. Im Erdgeschoss der Risalite befinden sich jeweils Eingänge. Die Ostfassade ist einfacher aber ähnlich gestaltet. Bedeckt wird die Schule von einem hohen Walmdach. Östlich des an der Straße befindlichen Kopfbaus schließt sich die zweigeschossige Turnhalle an. Östlich hiervon befindet sich die Einfahrt zum Schulhof, die auf der Ostseite vom zweigeschossigen Wohngebäude der beiden ursprünglich an der Schule tätigen Kastellan flankiert wird. Auch dieses Gebäude nimmt die Gestaltung der Schule auf und zitiert die Giebel der Risalite am Schulhaus.
An den Gebäuden bestehen mehrere bemerkenswerte Zierelemente. So finden sich spätgotische Formen wie Eselsrücken und Blendmaßwerk. Oberhalb des Erdgeschosses befindet sich ein Jugendstil-Fries aus bunten Fliesen. Als weitere Verzierungen im Jugendstil sind die mit Wellenmustern versehenen verputzten Flächen, abgerundete Fensterlaibungen zur Straße hin, florale Motive der Konsolen der Gurtbögen im Inneren der Schulflure sowie an den aus Schmiedeeisen gefertigten Treppengeländern. Die Treppenhäuser weisen noch Reste der ursprünglichen aufwendigen Gestaltung der Decken mit Kreuzrippengewölben auf.
Während des Zweiten Weltkriegs erlitt der Schulkomplex erhebliche Schäden. Der nördliche Flügel wurde im Jahr 1951 in vereinfachter Form wieder hergestellt. In der Folgezeit waren im Komplex die Friedrich-Naumann-Schule und die Franz-Mehring-Schule untergebracht. Ab 1988 nutzte die Polytechnische Oberschule Erich Weinert die Gebäude. In der Zeit nach der politischen Wende des Jahres 1989 erfolgte eine erneute Umstrukturierung der Schullandschaft. Der Komplex wurde dann von der Grundschule Am Westernplan und der Sekundarschule Friedrich Naumann, später von der heutigen Grundschule Stadtfeld und der Sprachheilschule Anne Frank genutzt. Das Kastellangebäude wird vom Schulhort genutzt.
Im örtlichen Denkmalverzeichnis ist der Gebäudekomplex unter der Erfassungsnummer 094 82262 als Schule verzeichnet.